# Gretna, Nebraska
Gretna är en ort i Sarpy County i delstaten Nebraska, USA.